# Holcus setiger
Holcus setiger är en gräsart som beskrevs av Christian Gottfried Daniel Nees von Esenbeck. Holcus setiger ingår i släktet mjuktåtlar, och familjen gräs. Inga underarter finns listade i Catalogue of Life.